# Ley Orgánica por la que se regula el Estatuto de Centros Escolares
La Ley Orgánica 5/1980, de 19 de junio, por la que se regula el Estatuto de Centros Escolares  (LOECE), fue una ley elaborada por el gobierno de UCD. Tiene como objeto desarrollar algunos aspectos del artículo 27 de la Constitución Española. El PSOE la recurrió ante el Tribunal Constitucional, ya que entendía que no respetaba el espíritu y la letra de la Constitución, quien le dio la razón en algunas de sus objeciones. La sentencia del TC de 13 de febrero de 1981 fue y sigue siendo muy importante para fijar los límites de las libertades en la enseñanza y el respeto al derecho a la educación. El intento del golpe de Estado del 23 de febrero de 1981, el cambio de Adolfo Suárez por Leopoldo Calvo Sotelo al frente del Gobierno y el triunfo electoral del PSOE en 1982 impidieron su desarrollo posterior.